# Фуксин
Фукси́н (солянокислый розанилин) C20H20N3Cl — зелёные кристаллы с металлическим блеском, водные растворы пурпурно-красного цвета. Краситель трифенилметанового ряда, на свету малостоек. Один из первых синтетических красителей (получен в 1856 году Я. Натансоном).
Назван фуксином из-за сходства цвета с окраской цветов фуксии.

## Свойства
Плохо растворим в воде, хорошо — в спирте. Ядовит, канцерогенен.

## Применение

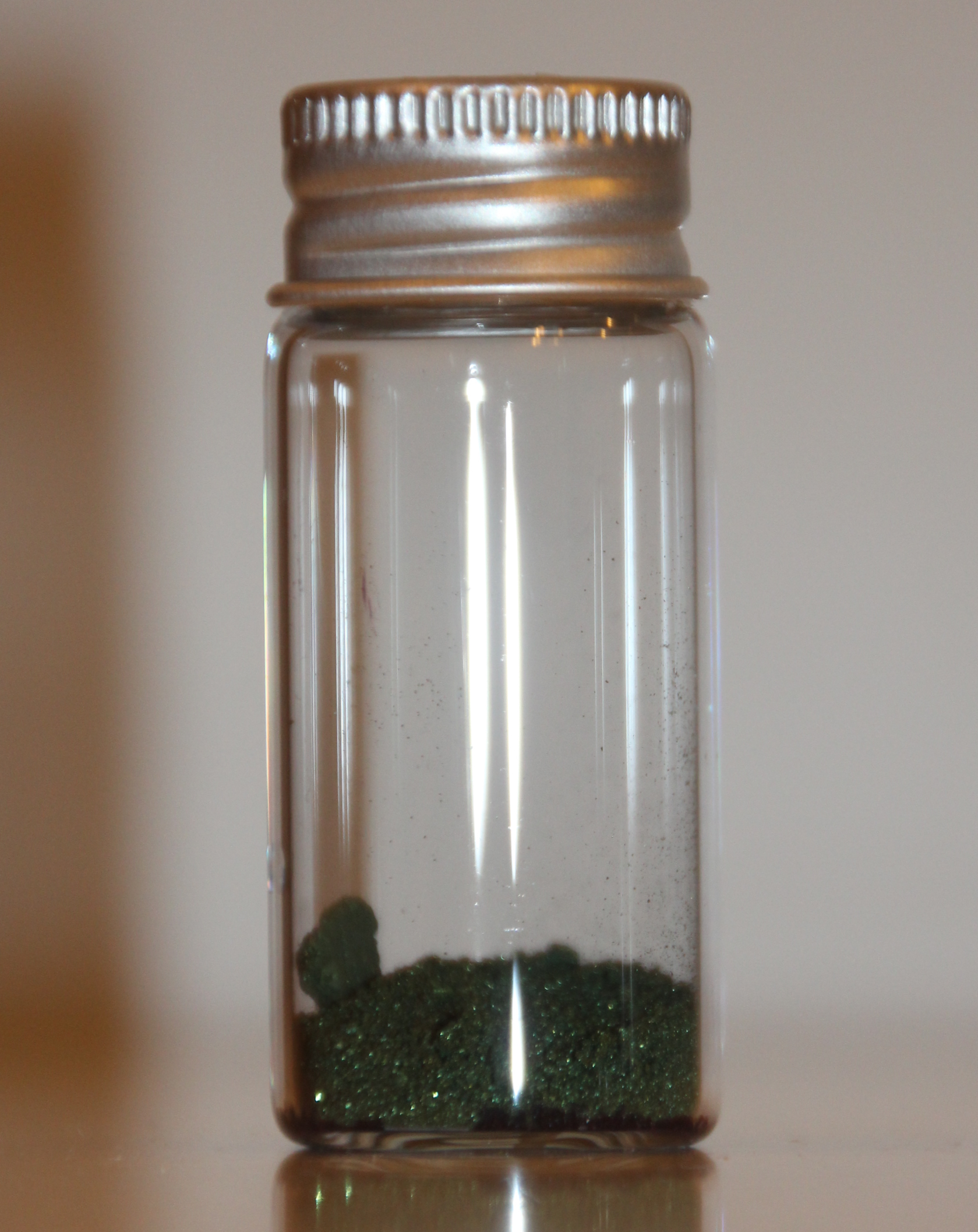
Кристаллы основного фуксина

### В качестве красителя
В современной текстильной промышленности фуксин не применяют из-за малой светопрочности. Некоторые производные фуксина, например, основной фиолетовый К, используют при изготовлении карандашей, чернил, копировальной бумаги, паст для шариковых ручек. Производный фуксина краситель Далия фиолетовый используют при окрашивании препаратов для микроскопии.

### В медицине
Основной фуксин является противогрибковым веществом, а также наряду с другими анилиновыми красителями — бриллиантовым зеленым («зелёнка») и метиленовым синим («синька») — проявляет активность в отношении стафилококков, поэтому входит в состав некоторых антисептиков.

### В микробиологии

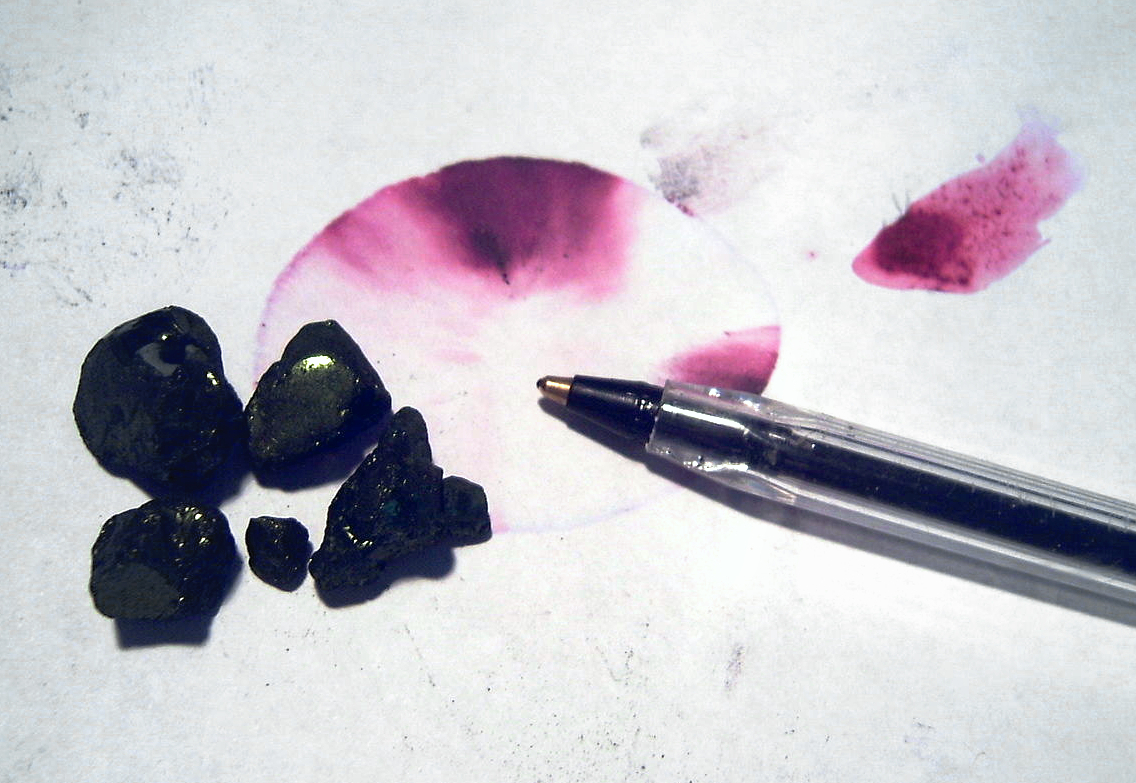
Кусочки основного фуксина зелёного цвета с металлическим блеском, шариковая ручка для сравнения. Пятна от следов красителя на бумаге: после нанесения капли этанола (в центре фотографии) и капли воды (справа).

Под названием основной и кислый фуксин (fuchsin, magenta) этот краситель применяется для окрашивания бактерий, например, по методу Грама, для их наблюдения под микроскопом и в гистологических исследованиях.
Кислый фуксин (acid fuchsin, acid magenta) представляет собой смесь сульфонатных фуксинов.
Основной фуксин (basic fuchsin, basic magenta) и новый (триметил) фуксин (new (trimethyl) fuchsin).
Препарат для микроскопии выпускают также в готовом к употреблению разведённом виде (фуксин основной Циля), но иногда его добавляют в питательные среды (например, в среду Эндо), предварительно обесцветив его сульфитом. Кислый фуксин входит в индикаторы (например, в индикатор Андраде).

### В аналитической химии
Фуксин в водном растворе присоединяет диоксид серы, образуя бесцветную фуксинсернистую кислоту (реактив Шиффа), которая при взаимодействии с альдегидами образует пурпурно-фиолетовый краситель. Реакция используется для качественного обнаружения альдегидов.

### Нормативная документация
Фуксин основной для фуксин-сернистой кислоты (ФСК) описан в ТУ 6-09-4091-75.